# Xeranthemum longepapposum
Xeranthemum longepapposum — вид квіткових рослин з родини айстрових (Asteraceae).

## Поширення
Західна Азія та Центральна Азія: Афганістан, Іран, Ірак, Казахстан, Киргизстан, Ліван-Сирія, Таджикистан, Азербайджан, Вірменія, Грузія, Туреччина, Туркменістан, Узбекистан.